# Дніпропетровський трубний завод
Дніпропетро́вський тру́бний заво́д — одне з найстаріших українських підприємств промислового комплексу чорної металургії України.
Дніпропетровський трубний завод (ДТЗ) виробляє труби безшовні гарячедеформовані й холоднодеформовані, труби електрозварні, а також труби прямокутні безшовні та зварні. Труби ДТЗ використовуються переважно в будівництві.
Підприємство різко знизило обсяги виробництва після 2011 р. через труднощі з поставками сировини через брак оборотних коштів.

## Історія
Дніпропетровський трубний завод розташований у Дніпрі. Заснований 1889 року бельгійськими підприємцями братами Г. і Ш. Шодуар під назвою «Шодуар А». До 1917 року на заводі діяло 4 виробничих цехи: пічного зварювання труб, мартенівський, листопрокатний, маннесманівський зі станом Фасселя для прокату безшовних труб.
На час війни у 1918—1920 роках завод призупинив роботу. У 1921—1932 роках він був у складі Дніпропетровського металургійного заводу ім. Петровського.
1922 року підприємству одному з перших у СРСР присвоєно ім'я більшовицького діяча В. Леніна.
1930 року на Дніпропетровському трубному заводі збудовано цех тонкостінних труб і балонний цех, на початку 1930-х рр. реконструйовано мартенівський і листопрокатний цехи. 1939 року підприємство нагородили орденом Леніна.
Під час Другої світової війни Дніпропетровський трубний завод зазнав значних руйнувань, основне обладнання евакуйовано на Урал. 1945 року він був практично заново відбудований.
У 1944 —1945 роках на ньому введено в дію мартенівські печі, листопрокатний і трубопрокатні цехи, 1947 року — трубоелектрозварювальний цех, 1966 — трубоволочильний, 1983 — цех біметалічних труб.
У 1977 році обсяг виробництва труб проти 1940 року зріс у 4,9 рази. 1989 року досягнуто максимального річного виробництва труб у розмірі 717 тисяч тон. Серед інших досягнень слід зазначити, що Дніпропетровському трубному заводу належить першість у виробництві багатьох видів труб, зокрема із легованих сталей, профільних, біметалевих та для карданних валів, балонів, порожнистих осей, фітингів.
Від 1988 року цей завод діє як орендне підприємство, у 1993 році стає вільним акціонерним товариством із сучасною назвою. Нині завод спеціалізується на виробництві (у обсязі близько 250 тис. т на рік) гарячедеформованих і холоднодеформованих безшовних труб, електрозварювальних труб з вуглецевих і низьколегованих сталей. Підприємство виготовляє труби діаметром від 6,0 до 168,0 мм, з товщиною стінки — від 1,0 до 28 мм.
Продукцію цього заводу експортують до багатьох країн, її відзначено нагородами низки міжнародних виставок. Частка продукції підприємства у загально-українському обсязі складає 9,2 %. На своєму балансі Дніпропетровський трубний завод утримує водну станцію, базу відпочинку, Палац культури. 
Кількість працівників становить 3936 осіб.
У річному звіті за 2015 р. ДТЗ відзначає труднощі з обіговими коштами. За позовом від «Радикал Банку» порушено справу про банкрутство. Сума позовних вимог – 10 млн грн.
За даними ЗМІ, у 2016 р. підприємство працювало з періодичними простоями через брак трубної заготовки, попри наявність у ДТЗ замовлень на поставку труб. Поставками сировини на підприємство займалася керуюча компанія – Індустріальний Союз Донбасу.
У 2018 р. «ДТЕК Дніпровські електромережі», постачальник електричної енергії на ДТЗ, планував припинити електропостачання підприємства через значний борг – 48 млн грн.
23 вересня 2021 року Господарський суд Дніпропетровської області визнав банкрутом ДТЗ та розпочав ліквідаційну процедуру компанії.

## Об'єми виробництва
Трубна продукція:
- 2012 — 79 тис. т
- 2013 — 33 тис. т
- 2014 — 32 тис. т
- 2015 — 12 тис. т
- 2016 — 27 тис. т
- 2017 — 19 тис. т
- 2018 — 20 тис. т

Безшовні труби:
- 2015 — 12 тис. т
- 2016 — 25 тис. т
- 2017 — 19 тис. т
- 2018 — 18 тис. т

Зварні труби:
- 2016 — 2 тис. т
- 2017 — 0 тис. т
- 2018 — 2 тис. т

Орієнтовна структура продажів за продуктами у 2018 р.:
- Труби безшовні
- Труби зварні

## Персонал та зарплатня
Чисельність персоналу — 1192 осіб.
Середня заробітна платня (до стягнення податків на рівні працівника) — 68 тис. грн на рік.

## Керівництво
- І. Шапіро (від 2002)[2].